# Dermis

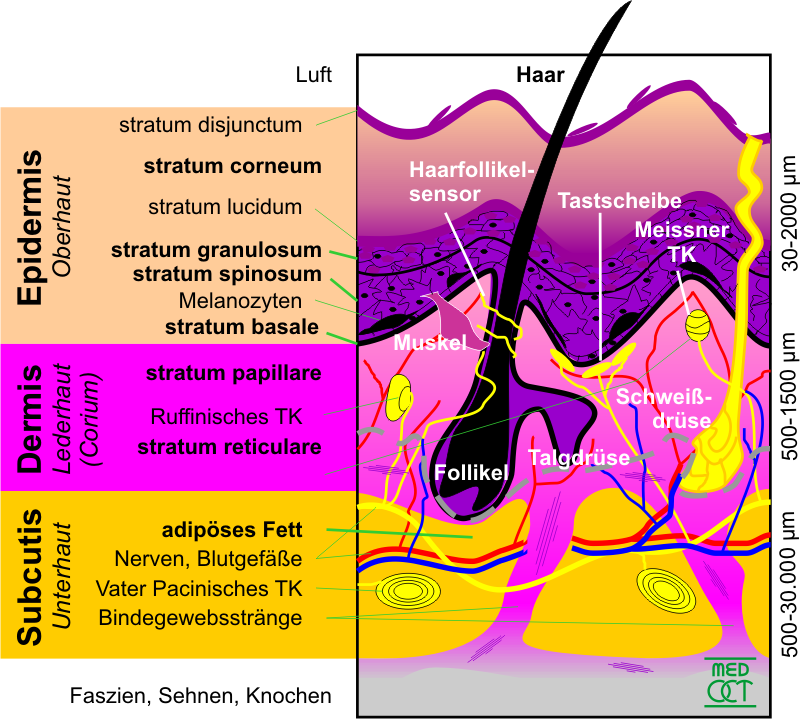
Die Schichten der Haut

Die Dermis (zu griechisch δέρμα derma „Haut“) ist eine Schicht der Haut von Wirbeltieren. Sie dient der Verankerung und der Ernährung der gefäßfreien Epidermis.
Der deutsche Name Lederhaut (lat. Corium) beruht darauf, dass durch Gerben aus dieser Hautschicht Leder hergestellt werden kann.

## Aufbau
Die Dermis enthält reißfeste Kollagenfasern und elastische Fasern. Darüber hinaus sind zahlreiche Blut- und Lymphgefäße in die Lederhaut eingeflochten. Die Hautdrüsen und Haarwurzeln liegen überwiegend innerhalb der Lederhaut und auch die meisten Sinnesrezeptoren der Haut befinden sich in dieser Schicht.
Die elastischen Fasern sind für die Geschmeidigkeit und Anpassungsfähigkeit der Haut verantwortlich. Im Alter lässt diese Elastizität stark nach. Außerdem bewirkt die Spannung der Faserbündel, dass bei Verletzungen der Haut die Wundränder auseinanderklaffen.
Die Hauptrichtung der Kollagenfaserbündel wird mit dem Begriff Hautspaltlinien bezeichnet, nach dem österreichischen Anatom Karl Langer von Edenberg auch Langer-Linien genannt. Wunden in der Richtung der Spaltlinien klaffen weniger als quer verlaufende. Diese Tatsache versuchen Chirurgen auszunutzen, indem sie Schnitte entlang der Spaltlinien platzieren.

## Papillarschicht, Stratum papillare
Das an Kapillaren reiche Gewebe, welches in den Jugendjahren am stärksten ausgebildet ist, bedingt auch die Faltung der dermal-epidermalen Übergangszone (D-E junction). Die Übergangszone dient mechanisch zur besseren Fixierung der beiden Schichten. Bei venösen Rückstromdefekten tauchen vergrößerte Venen, sogenannte Besenreiser auf.
Im Stratum papillare sitzen auch die meisten sensorischen Zellen der Haut. Die Zellzwischenräume sind weit und mit einer geleeartigen Flüssigkeit (Interstitium) gefüllt, die durch das hier beginnende Lymphgefäßsystem drainiert wird. Unterschiedliche Zellen können sich in diesem Gewebe einigermaßen frei bewegen. Es sind vor allem Abwehrzellen, wie Makrophagen, Lymphozyten, Plasmazellen, Mastzellen, Granulozyten und Monozyten aber auch Bindegewebe-bildende Zellen (Fibroblasten) zu finden.
Zwischen Lederhaut und Oberhaut verläuft eine wellenförmige bis zapfenförmige Grenze, der sogenannte Papillarkörper. Durch die vielfachen Einstülpungen der Lederhaut in die Unterseite der Oberhaut kommt es zu einer großen Oberfläche und damit festen mechanischen Verbindung beider Schichten und zu einer erleichterten Abgabe von Nährstoffen an die Oberhaut.
Der Papillarkörper hat in behaarten Hautabschnitten relativ flache Papillen, da auch die Haare an der Verankerung der Oberhaut mitwirken.

## Retikularschicht, Stratum reticulare / texticulare
Im Stratum reticulare (lat. für ‚Netzschicht‘, Syn. Stratum texticulare) befindet sich straffes, geflechtartiges Bindegewebe mit Kollagenfasern (Typ I) und begleitend elastische Fasern. Der Flüssigkeitsanteil in dieser Schicht bestimmt die Straffheit der Haut.